# Cidariophanes versipennis
Cidariophanes versipennis là một loài bướm đêm trong họ Geometridae.